# Briarwood (Queens)
Briarwood es un vecindario de clase media del distrito de Queens de la ciudad de Nueva York. Está ubicado entre Union Turnpike al norte y Parsons Boulevard al este. El vecindario fue desarrollado por Herbert A. O'Brien, cuya empresa, Briarwood Land Company, inspiró el nombre del barrio.
Briarwood se encuentra en el Distrito Comunitario 8 de Queens, y su código postal es 11692. Está patrullada por la 107.ª comisaría de la policía de Nueva York.

## Historia
El vecindario tiene ese nombre gracias a Briarwood Land Company, una empresa de Herbert A. O'Brien que construyó viviendas en ese lugar a inicios del siglo XX. Cuando Briarwood Land Company quebró en 1928 las tierras fueron subastadas.
La expansión de la ciudad llegó en 1936, cuando Briarwood Estates empezó la construcción de una gran cantidad de propiedades en el vecindario.

## Demografía
Según los datos del censo de Estados Unidos de 2010, la población de Briarwood era de 39 138 personas. Tiene una superficie de 673,45 hectáreas (6.73 km²) y una densidad de 58.1 habitantes por acre (37 114 por milla cuadrada; 14 329 por km²).
Las razas de los habitantes del barrio era el 21.51% (8400) blancos, el 24.72% (9670) era hispánico o latino, el 11.52% (4489) afroamericano, el 0.36% (139) nativo americano, el 36.1% (14 144) era asiático, el 5.79% (2267) de otras razas.
En 2017, los Ingreso familiar per cápita era de USD 57 010. En 2018, según una estimación según un informe del Departamento de Salud e Higiene Mental de la Ciudad de Nueva York, la población tenía una expectación de vida mediana de 83.9 años.

## Policía y criminalidad
Briarwood está patrullada por la 107.ª comisaría del NYPD. La 107.ª comisaría obtuvo el decimoprimer lugar de 69 áreas patrulladas más seguras por delitos per-cápita en el año 2010. En 2018, obtuvo una tasa de asalto no fatal de 71 por 100 000 personas, mientras que la tasa de encarcelamiento es de 824 por 100 000 personas siendo más altas comparadas con otras ciudades.
Según un informe de 2018, la tasa de criminalidad en Briarwood con respecto al año 1990 ha bajado en un 88.8%. En 2018, en el distrito sólo se informaron 5 asesinatos, 23 violaciones, 131 agresiones graves, 539 robos con intimidación, 138 robos y 101 robos de automóviles.